# Fèrula de contenció

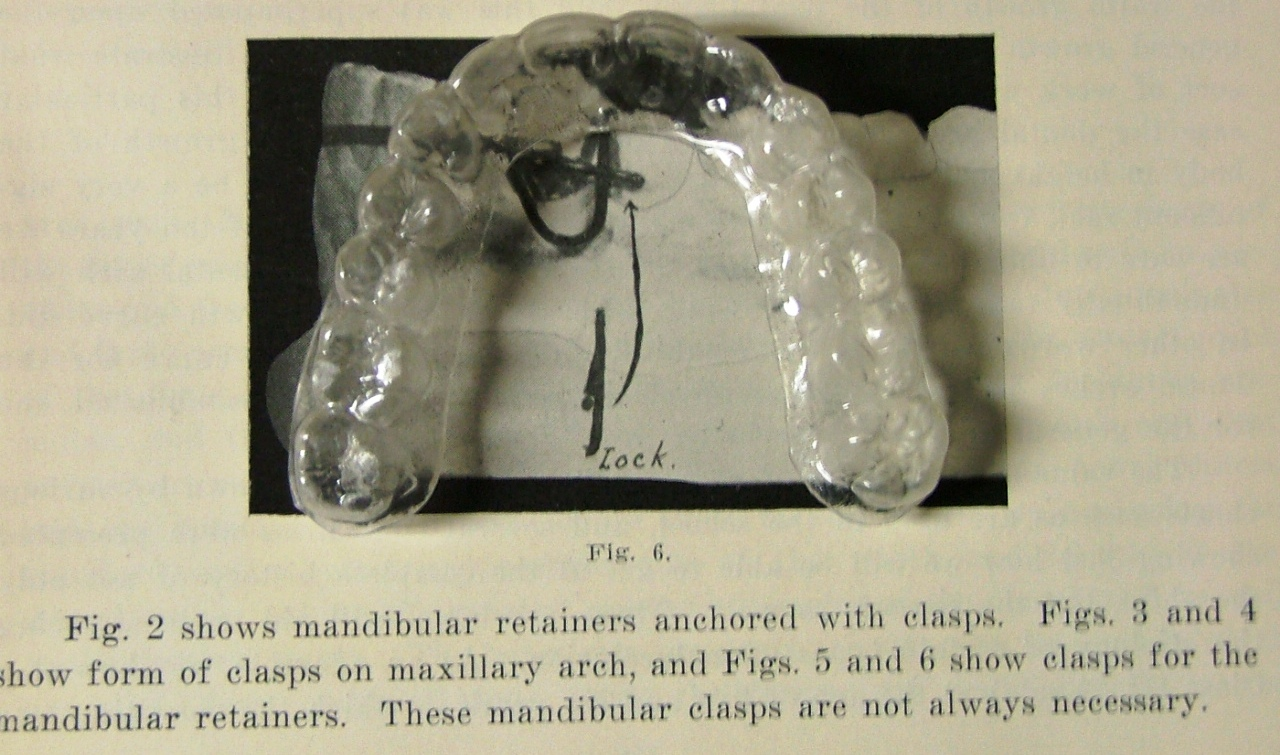
Mascareta transparent

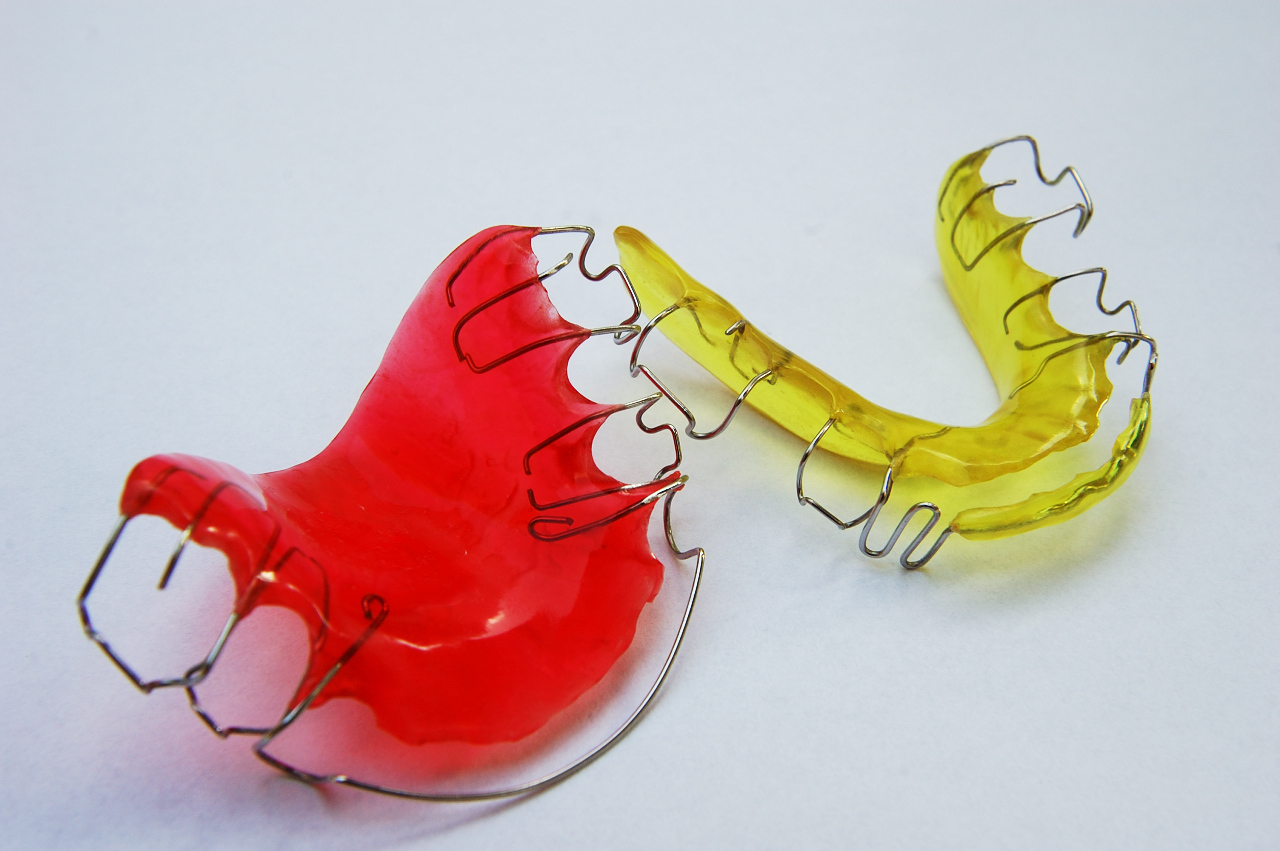

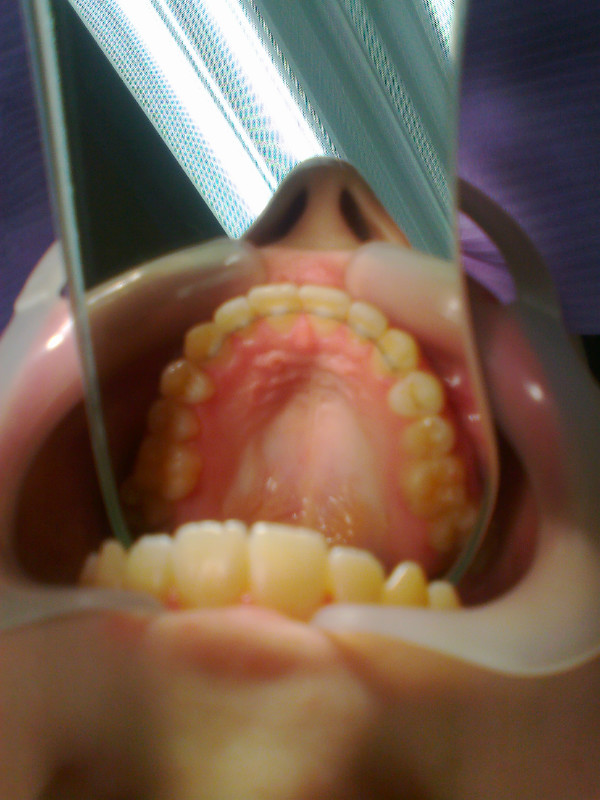
Fèrula a l'arc superior

Una fèrula de contenció és un tipus d'aparell d'ortodòncia, fet de filferros metàl·lics o un producte plàstic transparent, per a mantenir les dents en la posició correcta després de cada tractament d'ortodòncia o cirurgia ortognàtica. La seva funció de contenció és fonamental en el tractament d'ortodòncia ja que els lligaments tenen una mena de "memòria" que els porta a la recurrència ortodòntica, és a dir, el retorn a la posició original.
Essencialment, els dispositius de contenció es divideixen en fixació fixa i contenció mòbil: actualment l'ús complementari de les dues tècniques és freqüent: la contenció fixa s'utilitza sovint per a l'arc inferior, mentre que la contenció mòbil es prefereix per a l'arc superior, atès que és el risc que la fèrula de retenció fixa desgasti l'arc inferior durant la masticació.

## Contenció fixa

### Ferulació
La contenció fixa consisteix en una ferulació, és a dir, un filferro d'acer d'ortodòncia trenat que es fixa amb una gota de resina a la paret interna de les dents del mateix arc, normalment entre les dues dents canines. A diferència de les restriccions mòbils, el pacient no pot treure's la fèrula. Generalment es recomana que es mantingui fins que s'extreuen les queixals del seny, però de vegades es conserva per a tota la vida.

## Contenció mòbil

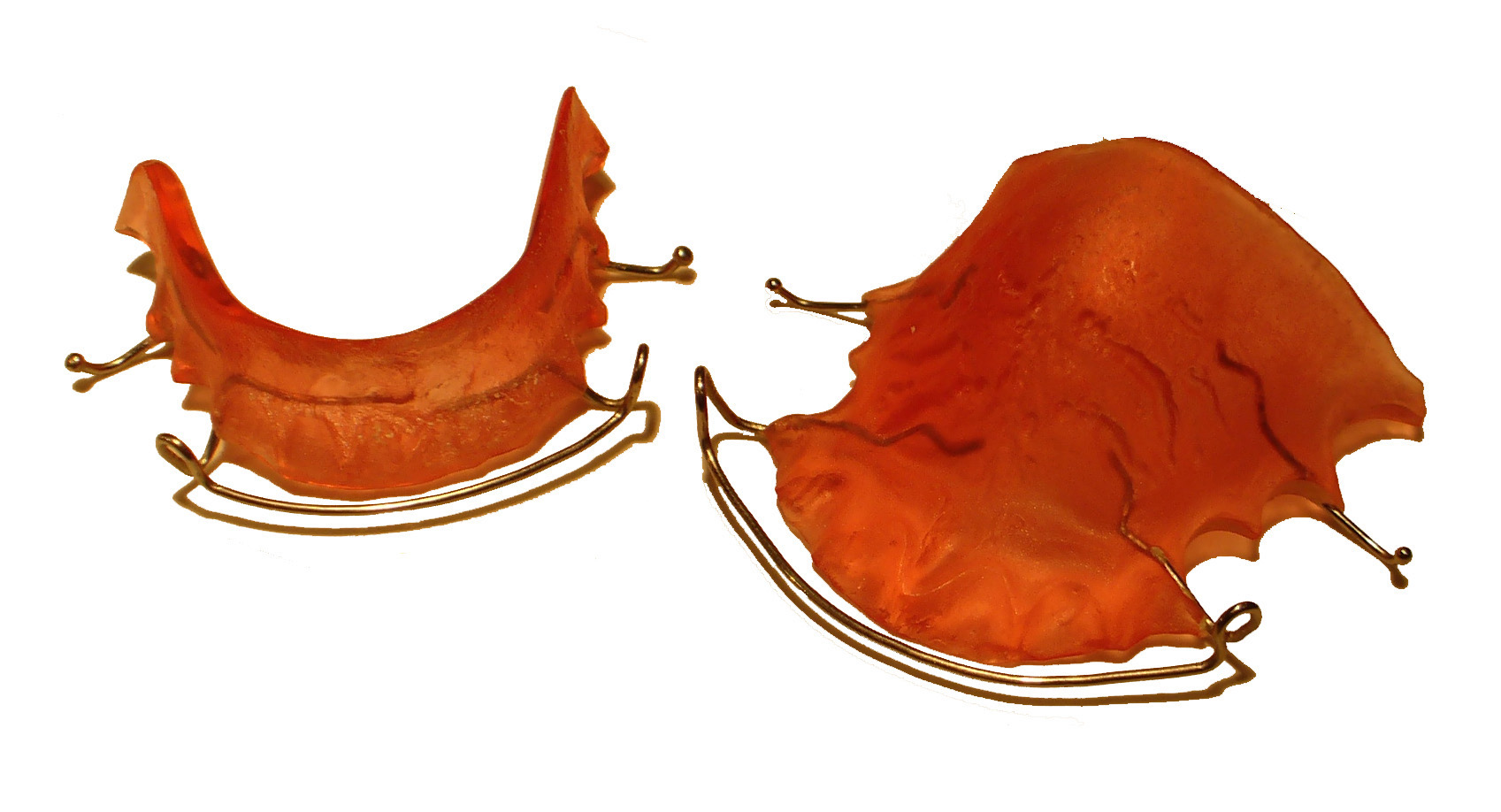
Una placa de Hawley de la mandíbula superior emmagatzemada al seu propi contenidor

### Placa de Hawley
La més antiga i famosa de les fèrules de contenció pren el nom del seu inventor, Charles Hawley, i envolta les sis dents frontals amb un fil metàl·lic per a mantenir-les en posició. S'ancora mitjançant un ganxo a les dents molars i una base de plàstic que es col·loca en continuïtat amb el paladar.

### Contenció mòbil transparent
A més, per motius estètics, hi ha fèrules de contenció transparents. Les més conegudes són les de marca Essix, produïdes en polipropilè o PVC, i les Zendura, produïdes en poliuretà.